# Baussaine
Baussaine é uma comuna francesa na região administrativa da Bretanha, no departamento Ille-et-Vilaine. Estende-se por uma área de 9,72 km². Em 2010 a comuna tinha 677 habitantes (densidade: 69,7 hab./km²).